# Biesłan Czagijew
Biesłan Sawarbiekowicz Czagijew (ros. Беслан Саварбекович Чагиев;ur. 24 lipca 1968, zm. 15 maja 2009) – radziecki, rosyjski, a od 1995 roku mołdawski zapaśnik walczący w stylu klasycznym. 
Zajął 31. miejsce na mistrzostwach świata w 1995. Mistrz Europy w 1993. Mistrz Europy młodzieży w 1988. Drugi w Pucharze Świata w 1992 roku.
Trzeci na mistrzostwach ZSRR w 1990. Mistrz Rosji w 1992 roku. 
Dokonał samobójczego zamachu terrorystycznego, w którym zginął. 